# Великий привідний м'яз
Великий привідний м'яз (т. adductor magnus) потужний, плоский, має трикутну форму – це найбільший з усіх м'язів стегна. Він розташовується за коротким і довгим привідними м'язами, попереду від нижніх пучків великого сідничного, півсухожилкового, півперетинчастого м'язів і довгої головки двоголового м'яза стегна. М'яз розширюється донизу і присерсдньо, його верхні пучки спрямовані майже горизонтально, а нижні пучки - вниз.
Початок: від сідничного горба, гілки сідничої кістки і нижньої гілки лобкової кістки.
Прикріплення: вздовж усієї присередньої губи шорсткої лінії стегнової кістки аж до її присереднього надвиростка.
Між сухожилковими пучками, що прикріплюються до привідного горбка і присереднього надвиростка, утворюється привідний розтвір (hiatus adductorius), через який в підколінну ямку проходить стегнова артерія з привідного каналу і відходить підколінна вена. Вище цього розтвору розташована широко-привідна міжм'язова перегородка (septum intermusculare vastoadductorium fascia), що з'єднує у вигляді містка великий привідний м'яз і присередній широкий м'яз. Верхні пучки великого привідного м'яза розташовані майже горизонтально. Цю частину м'яза називають малим привідним м'язом (т. adductor minimus). Його пучки розташовані за коротким привідним м'язом, угорі вони межують із зовнішнім затульним м'язом і квадратним м'язом стегна.
Функція: приводить стегно в кульшовому суглобі, бере участь у його розгинанні, сгинанні (передня частина)
Кровопостачання: затульна артерія, пронизні артерії від глибокої стегнової артерії.
Іннервація: поперекове сплетення, затульиий нерв (L2-L3), сідничий нерв (L2-L5).